# St Peter's College (Oxford)
Pour les articles homonymes, voir St Peter's College.
Le St Peter's College est l'un des collèges constitutifs de l'Université d'Oxford et est situé à New Inn Hall Street, Oxford, Royaume-Uni. Il occupe l'emplacement de deux des bâtiments médiévaux de l'université, datant au moins du XIVe siècle. Le collège moderne est fondé par Francis Chavasse (en), ancien évêque de Liverpool, et ouvre ses portes sous le nom de St Peter's Hall en 1929 et obtenant le statut de collège à part entière sous le nom de St Peter's College en 1961. Fondé en tant que collège pour hommes, il est mixte depuis 1979 .
En 2019, le collège a une dotation financière estimée à 49,6  million £ .

## Histoire

### Bâtiments médiévaux
Bien que fondée dans sa forme actuelle au XXe siècle, St Peter's occupe un emplacement central à Oxford sur le site de deux des bâtiments médiévaux de l'université. Le premier maître de Saint-Pierre qualifie l'acquisition du site de "chance des siècles".
Le site est à l'origine l'emplacement de Trilleck's Inn, plus tard connu sous le nom de New Inn Hall, et de Rose Hall. Trillecks 'Inn est fondée au XIVe siècle par l'évêque Trilleck et, sous le nom de New Inn Hall, fusionne avec le Balliol College en 1887. Rose Hall est donné au New College par William de Wykeham. New College vend finalement le site au recteur de St Peter-le-Bailey en 1859 et 1868 comme site pour une nouvelle église, maintenant la chapelle du collège .

### St Peter's Hall
L'histoire du collège sous sa forme actuelle commence en 1923 lorsque Francis Chavasse, ancien évêque de Liverpool, revient à Oxford. Il est préoccupé par la hausse du coût de l'éducation dans les anciennes universités de Grande-Bretagne et pense St Peter's comme un collège où des étudiants prometteurs, qui pourraient autrement être dissuadés par les coûts de la vie universitaire, pourraient obtenir une éducation à Oxford . Après la mort de Francis en 1928, son fils Christopher Chavasse (en) lance un appel commémoratif au nom de son père pour financer le projet, levant 150 000 £ auprès de donateurs, dont Ella Rowcroft, pour convertir et construire de nouveaux bâtiments sur le site . St Peter's est autorisé par l'Université en tant que résidence cette année-là et ouvre avec 13 résidents . L'année suivante, 1929, il est reconnu comme permanent private hall et passe à 40 étudiants. Un bienfaiteur significatif William Richard Morris, qui fonde également le Nuffield College, apporte son soutien .
Pendant la Seconde Guerre mondiale, St Peter's Hall devient le foyer des étudiants évacués du Westfield College, un collège pour femmes de l'Université de Londres, et ses étudiants sont installés dans d'autres collèges.

### St Peter's College
En 1947, St Peter's est reclassé en tant que nouvelle fondation et est finalement reconnu comme un collège à part entière en 1961 avec l'octroi d'une charte royale. En 1979, St Peter's commence à admettre des femmes et devient mixte .

## Bâtiments

### Linton Quad

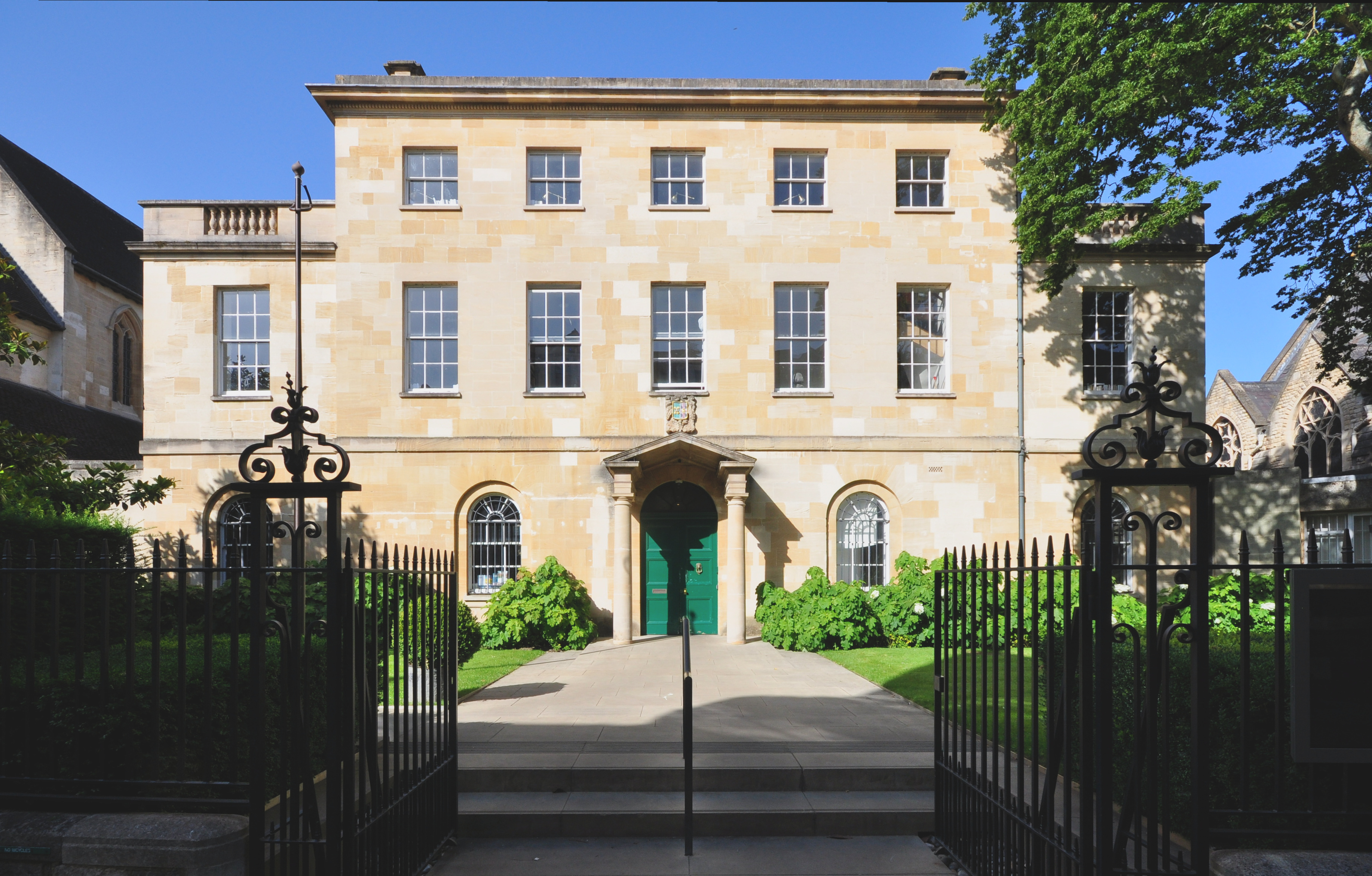
Linton House, l'entrée de St Peter's, depuis New Inn Hall Street.

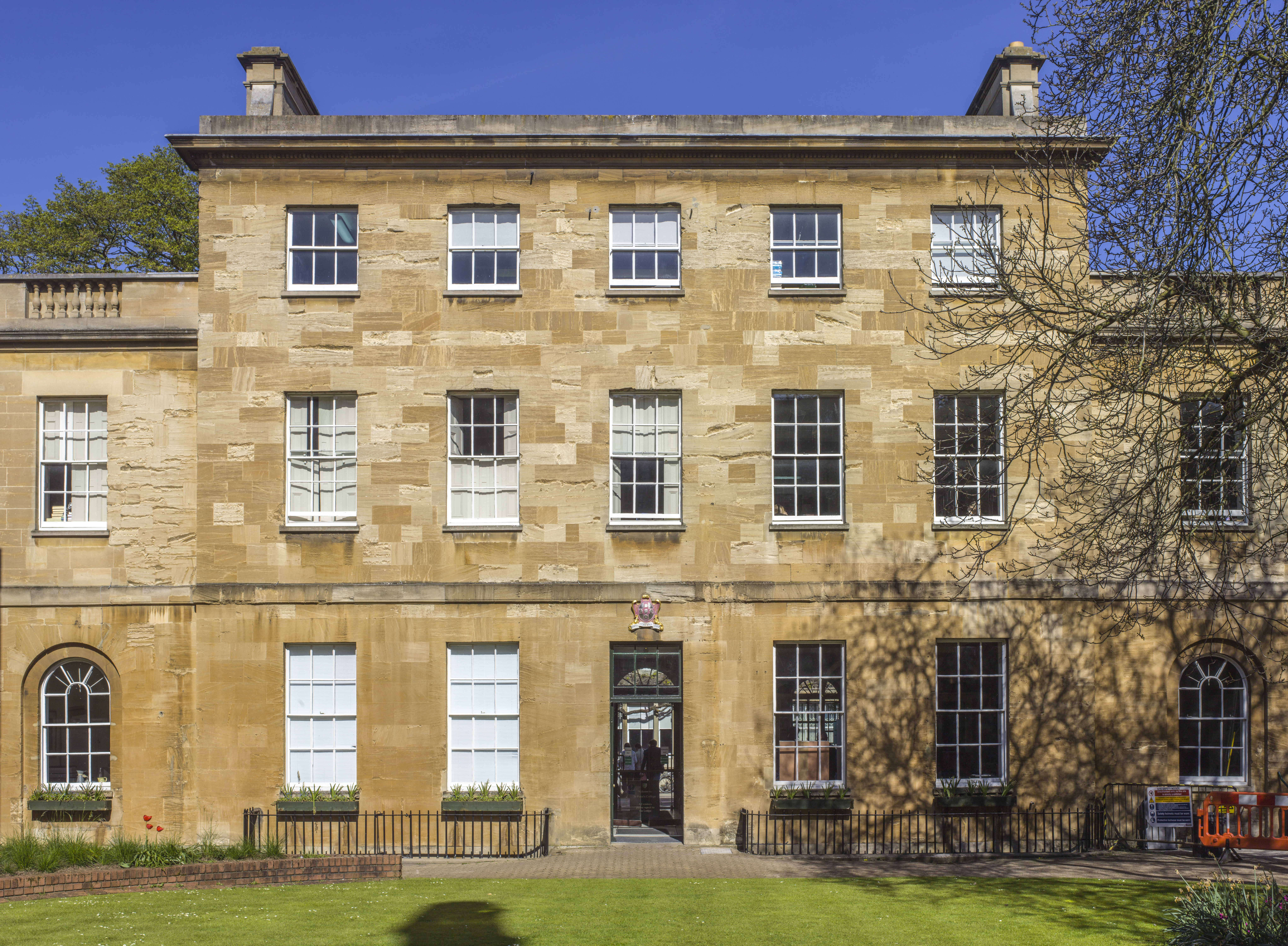
Vue de Linton House depuis Linton Quad.

Linton House, un presbytère géorgien datant de 1797, se dresse du côté est de Linton Quad, le long de New Inn Hall Street. Il est construit à l'origine pour abriter les bureaux de l'Oxford Canal Company et s'appelle Wyaston House. Il est acheté en 1878 par le chanoine Henry Linton qui le transforme en presbytère pour l'église Saint-Pierre-le-Bailey. Maintenant connue sous le nom de Linton House, elle sert de loge du portier (l'entrée du collège) et abrite également la bibliothèque du collège .
Sur le côté sud du quadrilatère se dresse la chapelle du collège, l'église Saint-Pierre-le-Bailey. Construite en 1874 et incorporant une partie de la pierre d'une église antérieure, c'est la troisième église de ce nom sur ou à proximité du site depuis le XIIe siècle . Les monuments commémoratifs des membres de la famille Chavasse dans la chapelle comprennent la croix funéraire originale du capitaine Noel Chavasse, un grand bas-relief de l'évêque Francis Chavasse en prière et la fenêtre commémorative de Chavasse .

### Hannington Quad

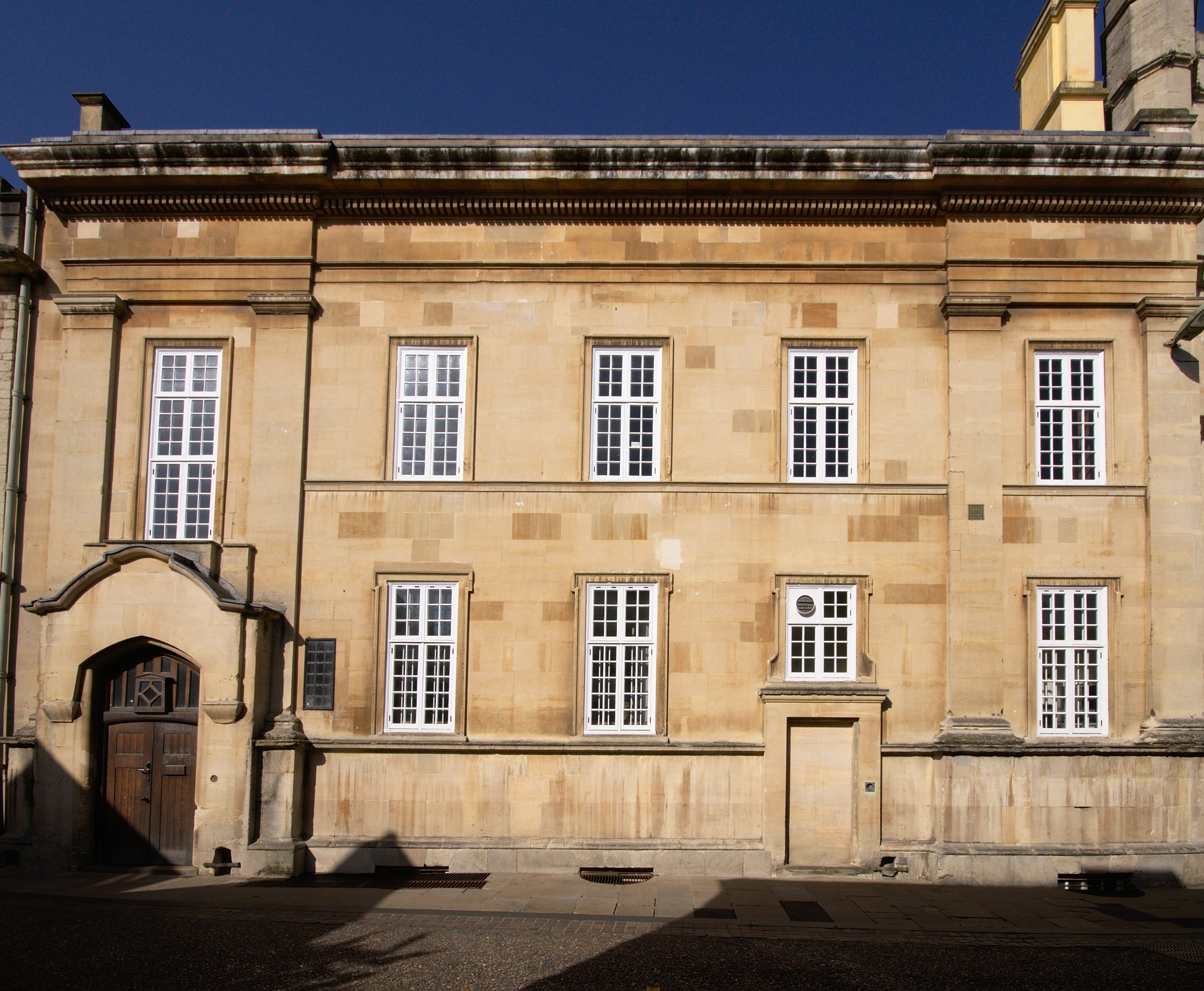
Hannington Hall, ici vu de New Inn Hall Street, est une partie survivante des bâtiments New Inn Hall

Dans le Hannington Quad se trouve Hannington Hall. Il date de 1832 et est la seule partie survivante de New Inn Hall. Le bâtiment est initialement commandé par John Cramer, directeur de New Inn Hall, comme logement étudiant et est conçu par l'architecte Thomas Greenshields. Lorsque New Inn Hall est absorbé par Balliol en 1887 et que la plupart des bâtiments de New Inn Hall sont démolis pour faire place au bâtiment Central Girls School (qui fait maintenant partie de St Peter's Chavasse Quad), le bâtiment Cramer subsiste. Il est acheté par le révérend Talbot Rice, recteur de St-Peter-le-Bailey, en 1897 et renommé en l'honneur du missionnaire victorien James Hannington (en). Après la fondation de Saint-Pierre, il est remodelé pour servir de salle à manger .
Le quad est formé par la construction d'un bloc d'hébergement conçu par Herbert Baker et Fielding Dodd derrière les bâtiments plus anciens .

### Chavasse Quad

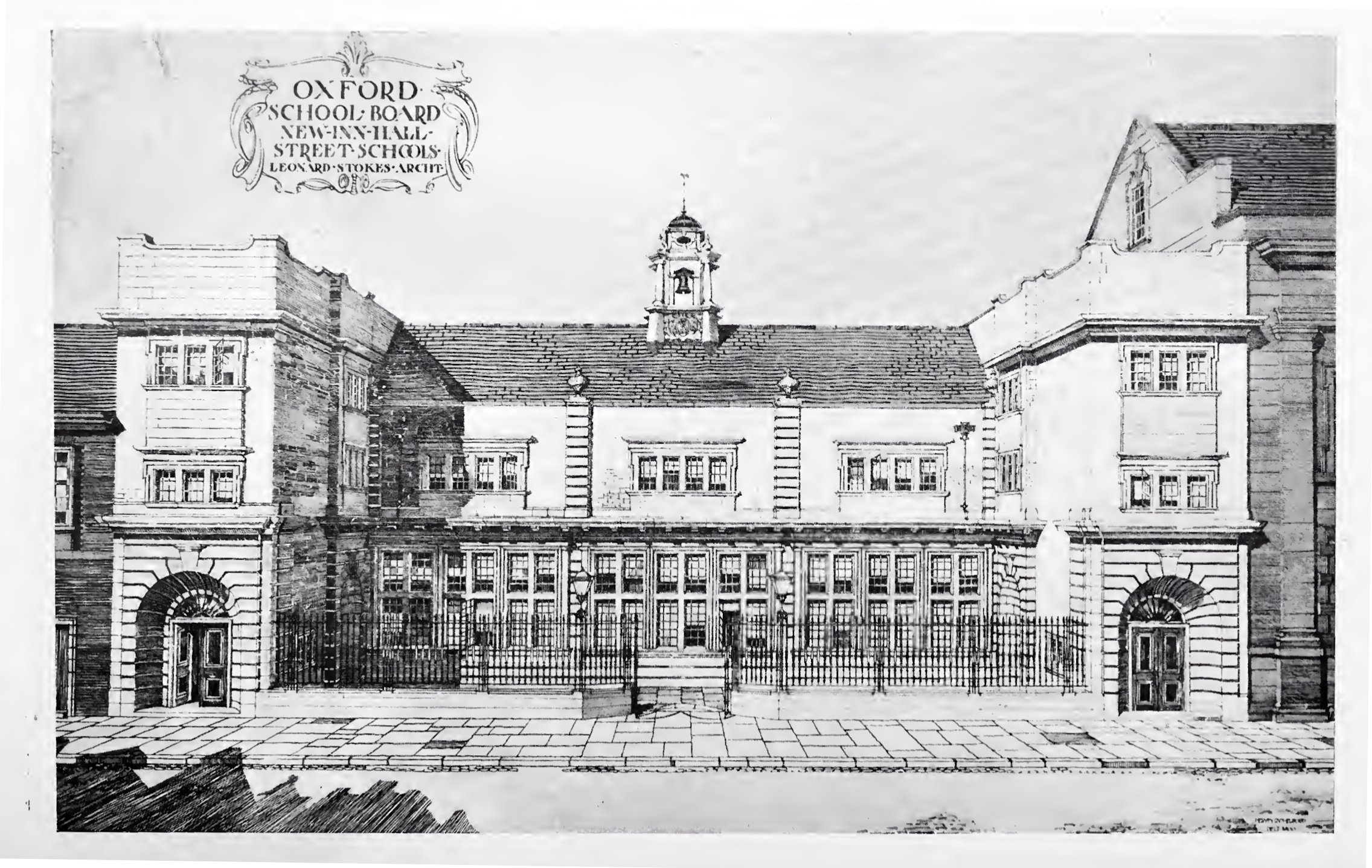
Dessin d'architecte des écoles de New Inn Hall Street par Leonard Stoke. Les écoles sont maintenant le bâtiment Chavasse.

L'école centrale des filles au sud du site d'origine du collège est conçue par Leonard Stokes et achevée en 1901 . Il est transformé en bâtiment Chavasse du collège entre 1984 et 1986 et offre un logement pour les étudiants et des salles de séminaire. En 2018, le nouveau bâtiment Hubert Perrodo est achevé, offrant davantage d'hébergement sur place et des espaces de conférence. La salle commune moyenne (MCR) pour les étudiants de troisième cycle et une salle de musique sont également situées dans le coin sud-ouest du quad.

### Mulberry Quad

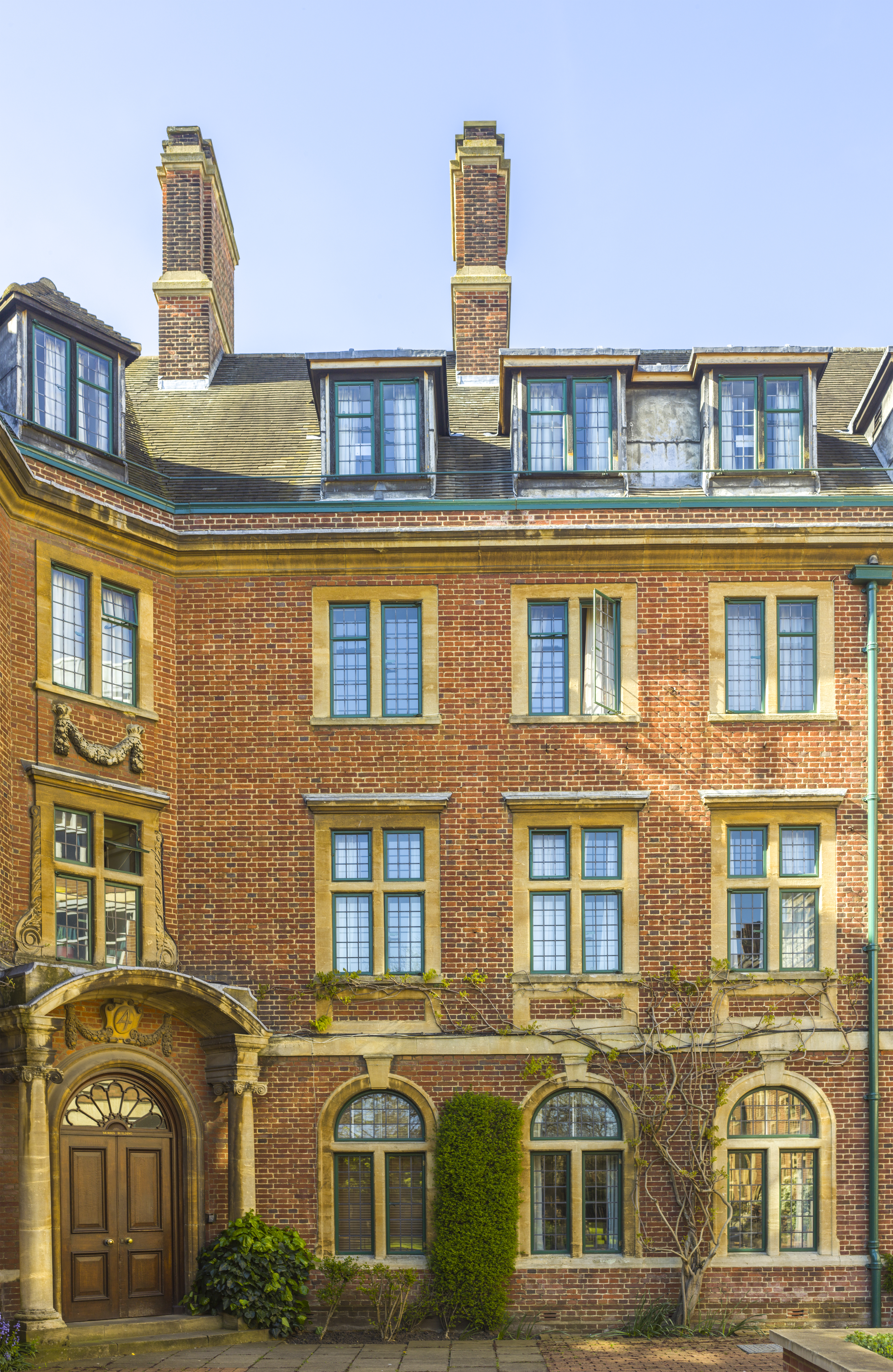
Immeuble Morris.

Le Mulberry Quad se trouve au nord-ouest du Linton et offre un accès direct au JCR. Le bâtiment Morris, actuellement un logement étudiant, est offert par William Richard Morris à la mémoire de sa mère, Emily Morris . Le bloc Matthews abrite le JCR ainsi que le bar géré par des étudiants. Le Dorfman Center se trouve dans le coin nord-ouest du quad. Mulberry Quad donne également accès à Bulwarks Lane.

## Les personnes associées au collège

### Maîtres
- Christopher Chavasse (en) (1929-1940)
- Julian Thornton-Duesbery (en) (1940-1944 et 1955-1968)
- Robert Wilmot Howard (en) (1945–1955)
- Alexander Cairncross (en) (1969-1978)
- Gerald Aylmer (en) (1979-1991)
- John Baron (universitaire) (en) (1991–2003) [10]
- Bernard Silverman (en) (2003-2009)
- Mark Damazarer (en) (2010-2019)
- Judith Buchanan (en) (à partir d'octobre 2019) [11]